# Moroczna (gmina)
Moroczna – dawna gmina wiejska istniejąca do 1939 roku w woj. poleskim (obecnie na Ukrainie). Siedzibą gminy była Moroczna (Морочне).
W okresie międzywojennym gmina Moroczna należała do powiatu pińskiego w woj. poleskim. 18 kwietnia 1928 roku z gminy wyłączono Ostrów, który przyłączono do gminy Wiczówka. 
Po wojnie obszar gminy Moroczna wszedł w struktury administracyjne Związku Radzieckiego.